# 久野美咲
久野 美咲（くの みさき、1993年1月19日 - ）は、日本の女性声優。東京都出身。大沢事務所所属。

声優としての代表作に、『世界征服〜謀略のズヴィズダー〜』（星宮ケイト）、『七つの大罪』（ホーク）、『3月のライオン』（川本モモ）などがある。

## 略歴
6歳の時、子役としてキャリアをスタートし、『ミュージカル オズの魔法使い』『放浪記』などの舞台に出演していた。2003年に韓国映画『ボイス』の吹き替えで声優デビューする。デビュー当初は外国映画の吹き替えで活躍していたが、2010年以降はアニメやゲーム作品への出演が増えている。
所属事務所は劇団若草、WHOOPEEを経て、大沢事務所に所属。

## 人物
声質は「幼い子のリアルな声」「独特の存在感のある声」と評されている。
趣味は歌をうたうこと。特技はモダンバレエ。
資格は日本漢字能力検定2級・ 英語検定2級。

### エピソード
2010年の劇場版アニメ『いばらの王』の監督である片山一良に「普段は大人しくて全然しゃべらない子なのに、本番になるとガラッと変わる。」と言われた。収録の際に久野がアドリブで入れた息だけの演技があまりにも良かったため、スタッフは感心してカットせずに採用したという。同作品と『ブラック★ロックシューター』で姉弟として共演した花澤香菜には「現場ではずっと隅っこに座っていて、独特な声で可愛かった。」と言われている。また沢城みゆきからは「マトの弟くんの久野ちゃんは自分を持っていてすごい。」とコメントされている。なお、久野も花澤を信頼できる先輩であることを公言している。
声優での仕事を開始して20年目になる2023年3月1日、感謝の気持ちを書いた文を自身のTwitterにて公開した。
活動してきて初めての1人ラジオ、『超!A&G+マンスリースペシャル　久野美咲のおはなししてくの？』3月を更新内で、4月からレギュラー放送になることが告知された。4月9日の19時より30分間で隔週放送。

## 出演
太字はメインキャラクター。

### テレビアニメ
2010年
- 俺の妹がこんなに可愛いわけがない（2010年 - 2013年、ブリジット・エヴァンス） - 2シリーズ

2012年
- なるほど!エージェント（アンナ）
- ブラック★ロックシューター（黒衣ヒロ）

2013年
- 問題児たちが異世界から来るそうですよ?（メルン）
- 踊り子クリノッペ（ジャック）
- ロウきゅーぶ!SS（ミミ・バルゲリー）
- 幻影ヲ駆ケル太陽（ケルブレム）
- ガリレイドンナ（グランデロッソ）
- ログ・ホライズン（2013年 - 2021年、セララ） - 3シリーズ
- のんのんびより（2013年 - 2021年、女の子、しおり） - 2シリーズ

2014年
- ノラガミ（2014年 - 2015年、圭一、雛巴） - 2シリーズ
- 世界征服〜謀略のズヴィズダー〜（星宮ケイト）
- ストライク・ザ・ブラッド（リディアーヌ・ディディエ）
- selector infected WIXOSS（タマ） - 2シリーズ
- エスカ&ロジーのアトリエ 〜黄昏の空の錬金術士〜（クゥ）
- 龍ヶ嬢七々々の埋蔵金（吉野咲希）
- 彼女がフラグをおられたら（大司教河くるみ子）
- 魔法科高校の劣等生（春日菜々美）
- 七つの大罪（2014年 - 2021年、ホーク） - 4シリーズ + 特別編
- 怪盗ジョーカー（2014年 - 2016年、ロコ） - 4シリーズ
- テンカイナイト（2014年 - 2015年、ウッキッキー）

2015年
- うわばきクック（クック） - 2シリーズ
- デュラララ!!×2（粟楠茜） - 2シリーズ
- プラスティック・メモリーズ（ニーナ）
- 戦姫絶唱シンフォギア シリーズ（2015年 - 2019年、エルフナイン） - 3シリーズ
- アイドルマスター シンデレラガールズ（市原仁奈）
- ジュエルペット マジカルチェンジ（目玉）
- ルパン三世 PART IV（カーラ）

2016年
- 無彩限のファントム・ワールド（熊枕久瑠美）
- うたわれるもの 偽りの仮面（シノノン）
- リルリルフェアリル シリーズ（2016年 - 2018年、桜庭カノ、ぽわわ、トマト、ホタル、あじさい 他） - 3シリーズ
- Dimension W（デボラ・イーストリヴァー）
- キズナイーバー（新山仁子）
- ビッグオーダー（星宮瀬奈）
- カミワザ・ワンダ（2016年 - 2017年、ユイ、ズーズミン）
- マギ シンドバッドの冒険（キキリク）
- 逆転裁判 〜その「真実」、異議あり!〜（2016年 - 2019年、綾里春美） - 2シリーズ
- クレヨンしんちゃん（リー）
- 3月のライオン（2016年 - 2018年、川本モモ、シロちゃん） - 2シリーズ
- ドラえもん（テレビ朝日版第2期）（2016年 - 2020年、息子、ピー助）

2017年
- 超・少年探偵団NEO（ノロちゃん）
- AKIBA'S TRIP -THE ANIMATION-（タスジン・ラトゥ）
- オトッペ（2017年 - 、シナスタジア[シーナ]）
- サクラダリセット（クラカワマリ）
- バトルガール ハイスクール（藤宮桜）
- モンスターハンター ストーリーズ RIDE ON（ナッツ）
- 6HP/シックスハートプリンセス（吉忠まこと / グリーンプリンセス）
- 夏目友人帳 陸（愛子）
- 魔法使いの嫁（2017年 - 2018年、ヒューゴ）
- アイドルマスター シンデレラガールズ劇場（2017年 - 2019年、市原仁奈） - 3シリーズ

2018年
- 斉木楠雄のΨ難（滑川）
- LOST SONG（アル）
- ひそねとまそたん（甘粕ひそね）
- Lostorage conflated WIXOSS（タマ）
- ラストピリオド -終わりなき螺旋の物語-（ダイヤ）
- キラッとプリ☆チャン（2018年 - 2020年、でたとこ勝負、でこ）
- ハッピーシュガーライフ（神戸しお）
- つくもがみ貸します（撫子）
- ベルゼブブ嬢のお気に召すまま。（ベルフェゴール）
- FAIRY TAIL（アベル）
- 宇宙戦艦ティラミスII（ラムダβ）

2019年
- えんどろ〜!（マオ）
- スター☆トゥインクルプリキュア（ネギー）
- 川柳少女（矢工部キノ、植物の怪物）
- キャロル&チューズデイ（GGK）
- パズドラ（2019年 - 2024年、ご神木ちゃん）
- デュエル・マスターズ!!（2019年 - 2020年、ゼーロン / 零龍）
- アズールレーン（平海、長門）
- かいじゅうステップ ワンダバダ（2019年 - 、ピグちゃん）
- Z/X Code reunion（ニーナ・シトリー）
- PSYCHO-PASS サイコパス 3（プロトタイプ・アイ）

2020年
- 群れなせ!シートン学園（子守ユカリ）
- 痛いのは嫌なので防御力に極振りしたいと思います。（2020年 - 2023年、管理者B、スライム、クリア） - 2シリーズ
- ゾイドワイルド ZERO（アリス人形）
- ミュークルドリーミー（2020年 - 2022年、つぎ） - 2シリーズ
- ド級編隊エグゼロス（パン蟲）
- Re:ゼロから始める異世界生活（テュフォン）
- 魔王学院の不適合者 〜史上最強の魔王の始祖、転生して子孫たちの学校へ通う〜（2020年 - 2024年、ゼシア・カノン・インジェイシカ、ゼシア・ビアンカ） - 3シリーズ
- ぐらぶるっ!（クムユ）
- キングスレイド 意志を継ぐものたち（ネチャ）

2021年
- アズールレーン びそくぜんしんっ!（長門）
- ゴジラ S.P ＜シンギュラポイント＞（ペロ2）
- 戦闘員、派遣します!（モケモケ）
- 迷宮ブラックカンパニー（リム）
- 魔法科高校の優等生（春日菜々美）
- 86-エイティシックス-（2021年 - 2022年、フレデリカ・ローゼンフォルト）

2022年
- 明日ちゃんのセーラー服（明日花緒）
- プリンセスコネクト!Re:Dive Season 2（ミサキ）
- その着せ替え人形は恋をする（リズ）
- インセクトランド（ミア）
- ブラック★★ロックシューター DAWN FALL（ブラックトライク ）
- 阿波連さんははかれない（2022年 - 2025年、阿波連れん） - 2シリーズ
- サマータイムレンダ（ハイネ、雁切波稲、ヒルコ、南方波稲）
- リコリス・リコイル（クルミ / ウォールナット） - 第1話ではクレジット表記がモザイク処理されている。
- うたわれるもの 二人の白皇（シノノン）
- 咲う アルスノトリア すんっ!（アルスノトリア）
- メイドインアビス 烈日の黄金郷（イルミューイ、ファプタ）
- プリマドール（千代）
- 聖剣伝説 Legend of Mana -The Teardrop Crystal-（ユカちゃん）
- モブサイコ100 III（宇宙人）

2023年
- 火狩りの王（2023年 - 2024年、灯子） - 2シリーズ
- うる星やつら (2022)（2023年 - 2024年、しゅがあ） - 2シリーズ
- アイドルマスター シンデレラガールズ U149（市原仁奈）
- 異世界はスマートフォンとともに。2（リリエル・リーム・リーフリース）
- ふしぎ駄菓子屋 銭天堂（東山香歩）
- トニカクカワイイ（鏡球馬）
- 幻日のヨハネ -SUNSHINE in the MIRROR-（ナミ・ミキ）
- 贄姫と獣の王（マアロ）
- 実は俺、最強でした?（ティアリエッタ・ルセイヤンネル）
- オチビサン（2023年 - 2024年、シロッポイ、ナレーション）
- 薬屋のひとりごと（2023年 - 2025年、小蘭） - 2シリーズ
- 放課後少年花子くん（2023年 - 2024年、源てぃあら） - 2シリーズ

2024年
- BEYBLADE X（2024年 - 2025年、ヒナ）
- 百千さん家のあやかし王子（玉萌）
- 最強タンクの迷宮攻略〜体力9999のレアスキル持ちタンク、勇者パーティーを追放される〜（アモン）
- 神は遊戯に飢えている。（ミィプ、アヌビス）
- 響け!ユーフォニアム3（鈴木さつき）
- 名探偵コナン（夏目智子）
- ワンルーム、日当たり普通、天使つき。（しう）
- 新米オッサン冒険者、最強パーティに死ぬほど鍛えられて無敵になる。（アリスレート・ドラクル）
- 夜桜さんちの大作戦（アイ）
- カミエラビ（エコ）
- きのこいぬ（プラム）

2025年
- もめんたりー・リリィ（吉野さざんか）
- アラフォー男の異世界通販（アネモネ）
- 地縛少年花子くん2（源てぃあら） - 2シリーズ
- 謎解きはディナーのあとで（くるくるちゃん / 坂口くるみ）
- ウィッチウォッチ（クロミツ）
- TO BE HERO X（ビッグジョニー / ダーチャン）
- プリンセッション・オーケストラ（曽本さき）
- 白豚貴族ですが前世の記憶が生えたのでひよこな弟育てます（菊乃井鳳蝶）
- DIGIMON BEATBREAK（キロプモン）

2026年
- 「お前ごときが魔王に勝てると思うな」と勇者パーティを追放されたので、王都で気ままに暮らしたい（エターナ・リンバウ）

### 劇場アニメ
2010年
- いばらの王 -King of Thorn-（アリス）

2014年
- 大きい1年生と小さな2年生（まりこ）

2015年
- 映画 Go!プリンセスプリキュア Go!Go!!豪華3本立て!!! パンプキン王国のたからもの（パン）

2016年
- 劇場版selector destructed WIXOSS（タマ）
- ゼーガペインADP（ルーパ）
- 劇場版マジェスティックプリンス 覚醒の遺伝子（ディオルナ）

2017年
- クレヨンしんちゃん 襲来!!宇宙人シリリ（八尾〈子供〉）

2018年
- さよならの朝に約束の花をかざろう（メドメル）
- 劇場版 響け！ユーフォニアムシリーズ（2018年 - 2023年、鈴木さつき、吹奏楽部員） - 3作品
- ペンギン・ハイウェイ（アオヤマ君の妹、ペンギン）
- 劇場版 七つの大罪（2018年 - 2021年、ホーク） - 2作品
- 映画 妖怪ウォッチ FOREVER FRIENDS（ククリ姫）

2021年
- 劇場版オトッペ パパ ・ドント・クライ（シーナ）

2022年
- THE FIRST SLAM DUNK（宮城アンナ）

2023年
- アリスとテレスのまぼろし工場（五実）

2024年
- ゼーガペインSTA（ルーパ）

2025年
- 映画ドラえもん のび太の絵世界物語（チャイ）

### OVA
2010年
- ブラック★ロックシューター（黒衣ヒロ）

2015年
- ビッグオーダー（星宮瀬奈） - コミックス第8巻オリジナルアニメBD付き限定版

2016年
- ストライク・ザ・ブラッド（2016年 - 2022年、リディアーヌ・ディディエ） - 4シリーズ
- 魔法使いの嫁 星待つひと（ヒューゴ） - コミックス第6〜8巻アニメーションDVD付き特装版

2022年
- のんのんびより（しおり） - のんのんびよりりめんばーOAD付き特装版

2023年
- OVA アズールレーン Queen's Orders（長門、ピンハイ）

### Webアニメ
2010年代
- ロボットガールズZ プラス（2015年、ポンちゃん〈ゲッターポセイドン〉）
- 異世界居酒屋〜古都アイテーリアの居酒屋のぶ〜（2018年、エーファ）
- アイドルマスター シンデレラガールズ劇場 火曜シンデレラシアター / Extra Stage（2018年 - 2021年、市原仁奈） - 2シリーズ
- しおひガールズ ボンゴレビアンコ（2019年 - 2020年）

2020年代
- 夜の国（2021年、千夜）
- 青い羽みつけた!（2021年、スズメ）
- 阿波連さんははかれない ミニ（2022年、阿波連れん）
- ライジングインパクト（2024年、七海ガウェイン） - 2シリーズ
- 『リコリス・リコイル』Friends are thieves of time.（2025年、クルミ）

### ゲーム
2011年
- 俺の妹がこんなに可愛いわけがない ポータブル（ブリジット・エヴァンス）

2012年
- 俺の妹がこんなに可愛いわけがない ポータブルが続くわけがない（ブリジット・エヴァンス）

2013年
- 俺の妹がこんなに可愛いわけがない。HappyenD（ブリジット・エヴァンス）

2014年
- アイドルマスター シンデレラガールズ（2014年 - 2023年、市原仁奈） - 2作品
- 乖離性ミリオンアーサー（ベディヴィア、リトルグレイ）
- 神撃のバハムート（アラクシア）
- プリンセスラッシュ（ミーユ、アーシェラ）
- モンスターハンター メゼポルタ開拓記（パピ）
- 嫁コレ（星宮ケイト）
- ロウきゅーぶ! ないしょのシャッターチャンス（ミミ・バルゲリー）
- ロボットガールズZ ONLINE（ポンちゃん〈ゲッターポセイドン〉）

2015年
- うたわれるもの 偽りの仮面（シノノン）
- ガールフレンド（仮）（2015年 - 2023年、浮橋明日香） - 2作品
- 艦隊これくしょん -艦これ-（2015年 - 2022年、高波、Littorio （リットリオ） / Italia （イタリア）、Roma （ローマ）） - 3作品
- グランブルーファンタジー（2015年 - 2022年、クムユ、ブランウェン）
- 大逆転裁判 -成歩堂龍ノ介の冒險-（アイリス・ワトソン）
- 七つの大罪 真実の冤罪（ホーク）
- 七つの大罪 ポケットの中の騎士団（ホーク）
- パズルワンダーランド（パル）
- バトルガール ハイスクール（藤宮桜）
- プリンセスコネクト!（玉泉美咲）
- メビウス ファイナルファンタジー（モグ）
- ラングリッサー リインカーネーション -転生-（ポリアル・イテリメ）
- ルミナスアーク インフィニティ（パルス）

2016年
- アンジュ・ヴィエルジュ 〜ガールズバトル〜（コードΣ30ピコ）
- うたわれるもの 二人の白皇（シノノン）
- エンドライド-X fragments-（ウィスタリア）
- オルタンシア・サーガ -蒼の騎士団-（ティナ）
- クイズRPG 魔法使いと黒猫のウィズ（イーニア・ストラマー、ちっちゃイーニア、エーネヤ、悪イーニア）
- 少女たちは荒野を目指す
- 真・女神転生IV FINAL（トキ）
- 世界樹の迷宮V（天然、オドオド）
- ニューワールド（アルジェ）
- Harmonia -ハルモニア-（ティピィ）
- ブレイジングオデッセイ（タマ）
- ブレイブソード×ブレイズソウル（カタストロフ、カタストロフ＝イデア、ジェミニア）
- Mighty No. 9（クライオスフィア）
- モン娘☆は〜れむ（くーお、スバル）
- ワールド オブ ファイナルファンタジー（ヒナチョコボ）

2017年
- アズールレーン（2017年 - 2024年、平海、長門） - 2作品
- 異世界からのノノ（ユリカ）
- 大逆転裁判2 -成歩堂龍ノ介の覺悟-（アイリス・ワトソン）
- ウチの姫さまがいちばんカワイイ（メデューサ）
- 幻想神域リンクオブハーツ（アマテラス、フェンリル）
- シノビナイトメア（花憐天姫サクヤ）
- 戦艦少女R（グローウォーム、スフバートル、深雪）
- 戦姫絶唱シンフォギアXD UNLIMITED（エルフナイン）
- ファンタシースターオンライン2es（デュナ、エリュシオーヌ、バイオスパット、スレイブバレット、タルラッピーキャノン、デモニックフォーク）
- Horizon Zero Dawn（幼少期のアーロイ）
- マギアレコード 魔法少女まどか☆マギカ外伝（千歳ゆま）
- 逆転オセロニア（ラニ）
- ゼノブレイド2（ハナ）
- レイヤードストーリーズ ゼロ（ルクレティア、リム、エチカ / エチカ＝ルミネッセンス）

2018年
- グラフィティスマッシュ（ジュビア）
- 七つの大罪 ブリタニアの旅人（ホーク）
- プリンセスコネクト！Re:Dive（2018年 - 2024年、ミサキ / 玉泉美咲）
- 妖怪ウォッチ ぷにぷに（2018年 - 2021年、ホーク、ククリ姫）
- ファンタシースターオンライン2（2018年 - 2019年、女性追加ボイス、男性追加ボイス）
- ブレイブソード×ブレイズソウル（カタストロフ＝エリス）
- Destiny Knights（ヨーハン）
- 恒星少女 -Do The Scientists Dream of Girls' Asterism?-（アルキオネ）

2019年
- Fate/Grand Order（2019年 - 2023年、紅閻魔）
- ブレイドスマッシュ（ガーシャ）
- アナザーエデン（ラブリ）
- ブラウンダスト（グラナデ）
- FFBE幻影戦争（カディア）
- 妖怪ウォッチ4++（ククリ姫）

2020年
- ペルソナ5 スクランブル ザ・ファントム ストライカーズ（ソフィア）
- ラストピリオド -終わりなき螺旋の物語-（ダイヤ）
- ファイアーエムブレム ヒーローズ（2020年 - 2024年、ルピナス、サフィ）
- 原神（クレー）
- エピックセブン（アカテス）

2021年
- 荒野行動（ホーク）
- 咲う アルスノトリア（アルスノトリア）
- モンスターハンターライズ（コミツ）
- THE KING OF FIGHTERS ALLSTAR（ホーク）
- 二ノ国：Cross Worlds（ポンポン）
- うたわれるもの斬2（シノノン）
- クッキーラン: キングダム（カスタード3世味クッキー）
- ドラゴンクエストX 天星の英雄たち オンライン（コウリン）
- サクラ革命 〜華咲く乙女たち〜（那智みうめ）

2022年
- コードギアス Genesic Re;CODE（V.V.）
- プリコネ！グランドマスターズ（ミサキ）
- スーパーロボット大戦30（ディオルナ） - DLC追加キャラクター
- ウィクロスマルチバース（タマ）

2023年
- コードギアス 反逆のルルーシュ ロストストーリーズ（V.V.）
- サマータイムレンダ Another Horizon（ハイネ）
- 勝利の女神:NIKKE（ココア）
- 白猫プロジェクト NEW WORLD'S（クルミ）
- Fate/Samurai Remnant（小笠原カヤ / オトタチバナヒメ）
- FREDERICA（ファーマー）
- ボンバーガール（ブラス）

2024年
- BLUE PROTOCOL（ルルマナ）
- モンスターストライク（アイ）

2025年
- 魔法少女まどか☆マギカ Magia Exedra（千歳ゆま）

### ドラマCD
2013年
- 暁のヴァンピレス 前奏曲-side Kira&Kirill×Ulberta-（キィラ・ユーリエヴナ・アヴァノヴァ）

2014年
- うちの居候が世界を掌握している! ドラマCD（飯山優希）
- キャンディポップナイトメア（ニャーさん）
- 魔法少女OverAge（三好なつみ） - 同人作品

2015年
- アイドルマスター シンデレラガールズ 「Treasure of Exploration」（市原仁奈） - テレビアニメ BD / DVD 第6巻 完全生産限定版特典ドラマCD

2017年
- アイドルマスター シンデレラガールズ U149（2017年 - 2018年、市原仁奈） - 第1・3巻特別版オリジナルCD
- アキバズタイムトリップ 〜時をかけるタモツ〜（タスジン・ラトゥ）
- 英雄教室（クー）
- てをつなごうよ（楠大豆）
- Z/X -Zillions of enemy X- NF DramaCD（11）「ソトゥニャシ放送局またたび」（ニーナ・シトリー）

2018年
- とんでもスキルで異世界放浪メシ（スイ） - ノベルス第5巻、第8巻ドラマCD付き特装版

2019年
- あやかしこ（きぃ）

2021年
- 響け！ユーフォニアム 5th Anniversary Disc 〜きらめきパッセージ〜（2021年、鈴木さつき）

### ラジオドラマ
※はWebラジオ番組。
- 青春アドベンチャー『びりっかすの神さま』（2014年、森みゆき）
- TVアニメ「ビッグオーダー」後日談的オリジナルオーディオドラマ（2016年※、星宮瀬奈）

### 吹き替え

#### 映画
2003年
- エイリアン2（ニュート〈キャリー・ヘン〉） - DVDアルティメット・エディション完全版
- ボイス（ヨンジュ）

2004年
- ヒロイック・デュオ 英雄捜査線（女の子）
- ブラザーフッド（キム・ヨングク）
- 密愛（スジン）

2005年
- アイス・プリンセス（リリー）
- カンフーハッスル（女の子）
- キャプテン・ウルフ（ルル・プラマー）
- ソウ（ダイアナ・ゴードン〈マッケンジー・ヴェガ〉）
- チャーリーとチョコレート工場（バイオレット・ボーレガード〈アナソフィア・ロブ〉） - 劇場公開版

2006年
- フライトプラン（ブリトニー）

2013年
- オブリビオン（幼女）
- スマーフ2 アイドル救出大作戦!
- チャイルド・プレイ/誕生の秘密（アリス）

2014年
- 凍える夜に、盲目の殺し屋トポ（ソフィア）
- 西遊記〜はじまりのはじまり〜（チャンシェン）

2015年
- ワイルド・スピード SKY MISSION（ジャック）

2016年
- クーデター（ビーズ・ドワイヤー）
- 天国からの奇跡（アナ・ビーム〈カイリー・ロジャーズ〉）

2017年
- ウィジャ ビギニング 〜呪い襲い殺す〜（ドリス・ザンダー〈ルールー・ウィルソン〉）
- モーガン プロトタイプL-9（少女時代のモーガン）
- バッド・ママのクリスマス（ローリー）

2018年
- シックス・バルーン（エラ）

2019年
- 僕のワンダフル・ジャーニー（幼少期のCJ）
- フラクチャード（ペリ）
- ラスト・サマー 〜この夏の先に〜（ライラ）
- ジュラシックワールド バトル・アット・ビッグロック（カダーシャ〈メロディ・ハード〉）

2020年
- ペット・セメタリー（ゲージ・クリード〈ヒューゴ・ラヴォイエ、ルーカス・ラヴォイエ〉）
- グッド・ボーイズ（リリー〈ミドリ・フランシス〉）

2022年
- スティルウォーター（マヤ〈リロウ・シアウヴァウド〉）
- アザー・サイド 死者の扉（ルーシー・ハーウッド〈ソフィア・ロジンスキー〉）
- 炎の少女チャーリー（チャーリー〈ライアン・キエラ・アームストロング〉）

2023年
- ガンズ・アンド・キラーズ（ブルック〈ライアン・キエラ・アームストロング〉）
- フェイブルマンズ（レジー・フェイブルマン〈ジュリア・バターズ〉）

2024年
- ヤング・ウーマン・アンド・シー（少女トゥルーディ〈オリーヴ・アバクロンビー〉）

#### ドラマ
2007年
- ザ・ホスピタル（ミン）

2011年
- ミルドレッド・ピアース 幸せの代償（レイ・ピアース）

2012年
- ミディアム7 最終章（グリモア）
- リベンジ（少女時代のアマンダ・クラーク〈エミリー・アリン・リンド〉）

2013年
- ストライクバック:極秘ミッション（テリー）
- 太陽を抱く月（チャンシル〈チョ・ミナ〉〈ペ・ヌリ〉）

2014年
- エレメンタリー2 ホームズ&ワトソン in NY（ケイデン・フラー）
- 脳外科医モンロー（ジャック）
- PERSON of INTEREST 犯罪予知ユニット シーズン3 #5（ジェンリカ・ジローヴァ〈ダニエル・コッチ〉）
- 野王〜愛と欲望の果て〜（ウンビョル）

2015年
- エクスタント（ケイティ・スパークス）
- 情熱のシーラ（マルティーナ）

2016年
- フラーハウス（ジョーン）
- 見えない訪問者〜ザ・ウィスパーズ〜（ミンクス・ローレンス〈カイリー・ロジャーズ〉）

2018年
- インスティンクト -異常犯罪捜査-（マディ）

2019年
- BULL / ブル 法廷を操る男（ライラ・リード）
- 女王ヴィクトリア 愛に生きる（ヴィッキー）
- レモニー・スニケットの世にも不幸なできごと（サニー・ボードレール）

2020年
- ビッグ・ショーのファミリー・ショー（JJ〈ジュリエット・ドネンフェルド〉）

2021年
- アップショー・ファミリー（ウィンター）
- イカゲーム（ヨンヒ人形）
- ヴィンチェンツォ（チョン・スンミン）
- ゼム（グレイシー・エモリー〈メロディ・ハード〉）

2022年
- ラブリー・リトル・ファーム（ジル〈リーヴァイ・ホーデン〉）

2024年
- ザ・ルーキー：FEDS　FBI新米捜査官ファイル（レイニー）

#### アニメ
2000年代
- ファインディング・ニモ（2003年、ダーラ）
- チャーリーとローラ（2005年、ローラ・ソナー）
- のちのちペット（2007年、ウィンディー・ウー）
- ティンカー・ベル（2008年、ウェンディ）

2010年代
- おさるのジョージ（2012年、マイ）
- 怪盗グルーのミニオン危機一発（2013年）
- マイルズのトゥモローランドだいさくせん（2015年、マイルズ・カリスト）
- マイルズのトゥモローランドだいさくせん2（2016年、マイルズ・カリスト）
- マイルズのミッション・フォース・ワン（2018年、マイルズ・カリスト）

2020年代
- パンダのシズカ（2020年-、カール）
- プラグの抜けたダグ（2020年-2022年、エマ）
- チームゼンコーゴー（2022年、ルーラ）
- トップ・ウィング（2022年、ペニー）
- スピリット・レンジャーズ〜森のおたすけ隊〜（2022年、アヤトゥラトゥル）
- ONI 〜 神々山のおなり（2022年、だるまちゃん）
- トランスフォーマー アーススパーク（2023年、モー・マルト）
- 攻略うぉんてっど!〜異世界救います!?〜（2023年、チェリー）
- レオ（2023年、サマー）

### ラジオ
※はインターネット配信。
- ザ☆ズヴィズダーアワー（2014年、アニメ公式サイト内※）
- 『ログ・ホライズン』ラジオ 〜エルダー・テイル通信〜（2014年、ファミ通.com※）
- selector radio WIXOSS（2014年 - 2016年、音泉※）[221]
- ラジオ七つの大罪　<豚の帽子>亭ホークトーク（2014年 - 2015年、HiBiKi Radio Station※）
- 大逆転裁判 -大逆転ラヂオ-（2015年、音泉※）
- ラジオ「七分の大罪」（2016年 - 2017年、HiBiKi Radio Station※『通常と会員限定の「楽屋裏」』）
- ラジオ 七つの大罪 ホークトークの復活（2017年 - 2018年、HiBiKi Radio Station※）[222]
- 鈴木このみと久野美咲のLOST SONG RADIO（2017年 - 2018年、HiBiKi Radio Station※・音泉※）[223]
- radio WIXOSS -conflated edition-（天の声として出演、2018年 、音泉※）[224]
- ラジオ 七つの大罪 天空のホークトーク（2018年、HiBiKi Radio Station※）
- 咲う アルスノトリア すんっ！ 放課後お茶会Radio（2022年、音泉「プレミア限定あり」、公式サイト「youtube ぽにきゃん-Anime PONY CANYONチャンネル」※）
- 『超!A&G+マンスリースペシャル 久野美咲のおはなししてくの？』3月担当（2023年、超!A&G+、youtube）
- 久野美咲のおはなししてくの？（2023年、超!A&G+）[225]

### テレビ番組
※はインターネット配信。
- くるくるリサイクル〜分別しよう〜（2014年、YouTube※）くるくるる[226]

### 舞台
- ミュージカルオズの魔法使い〈新宿コマ劇場〉（1999年、マンチキンの赤ちゃん）
- 夜明けの街〈紀伊國屋ホール〉（2000年、薫）
- 放浪記〈芸術座〉（2002年、行商人の子）
- 放浪記〈芸術座・博多座〉（2003年、行商人の子）
- 七つの大罪 The STAGE（2018年、ホーク[227]、声による出演）

### ASMR
- おしごとねいろ 〜幼稚園児編〜（2021年、朝倉ゆずき）
- ママといっしょにおねんねしましょ 〜世話焼きママ編〜（2023年、篠崎灯里）

### ナレーション
- 七つの大罪 特別編〜罪春（しんしゅん）〜（2015年1月4日、ホークの声）
- うわばきクックのテキトー占い!（2015年1月5日-毎週月曜〜金曜、よみうりテレビ「朝生ワイド す・またん!」番組内[228]）
- BS世界のドキュメンタリー「龍と闘う少女」（2018年9月18日、ミカ、NHK BS1）
- 上田晋也の幻ニュース 報道したかった大賞!（2018年、TBS[229]）
- がんばれ!パラスポキッズ（2019年-2021年、NHK Eテレ[230][231]）
- 女が女に怒る夜（2019年、日本テレビ）
- 林修のレッスン!今でしょ 豚肉王国、鹿児島県で徹底調査！医学的に理にかなった「夏に最強の豚肉料理」BEST5（2022年6月7日、テレビ朝日[232]）
- 5分でわかる理科（2023年、NHK Eテレ）
- 5分でわかる理科スペシャル りかのワンダーランド（2024年、NHK Eテレ）

### その他コンテンツ
- PRIUS! IMPOSSIBLE GIRLS（03 パワーコントロールユニット[233]）
- NHK Eテレ『コノマチ☆リサーチ』（ズビ[234]）
- JX金属（カッパーくん[235]）
- ハブラシ戦士（ブラシ[236]）
- パチスロ『ゼーガペイン2』（2022年、ルーパ[237]）
- 東京ディズニーシー（2023年、シェリー・メイ〈2代目〉）
- トランスフォーマー アーススパーク 玩具CM（2023年、ロビー・マルト）
- チンプイ エリさまのグッドラック（2025年、チンプイ）[238]

## ディスコグラフィ

### キャラクターソング
| 発売日   | 商品名                                                                                            | 歌 | 楽曲                                                                                | 備考                                                                       |
| 2013年   | 2013年                                                                                            | 2013年 | 2013年                                                                              | 2013年                                                                     |
| -------- | ------------------------------------------------------------------------------------------------- | --- | ----------------------------------------------------------------------------------- | -------------------------------------------------------------------------- |
| 8月21日  | ロウきゅーぶ！SS Character Songs 慧心学園初等部女子ミニバスケットボール部5年生チーム              | 慧心学園初等部女子ミニバスケットボール部5年生チーム                                                                                      | 「下級生Groove!」 「どきどきすること」 「チョーゼツよくできました◎」                | テレビアニメ『ロウきゅーぶ！SS』関連曲                                     |
| 10月23日 | 俺の妹がこんなに可愛いわけがない。 Blu-ray&DVD第5巻特典CD                                         | ブリジット・エヴァンス（久野美咲） | 「星くずこすぷれ☆うぃっち！です！・おめが」                                         | テレビアニメ『俺の妹がこんなに可愛いわけがない。』エンディングテーマ       |
| 11月27日 | ロウきゅーぶ！SS Blu-ray&DVD第3巻特典CD                                                           | ミミ・バルゲリー（久野美咲） | 「ヤマトダマシイできマシタ。」                                                      | テレビアニメ『ロウきゅーぶ！SS』関連曲                                     |
| 2014年   |                                                                                                   | |                                                                                     |                                                                            |
| 3月19日  | 世界征服〜謀略のズヴィズダー〜 BD・DVD第1巻特典CD                                                 | 星宮ケイト（久野美咲） | 「ZZZ〜ズヴィズダーのテーマ〜」                                                     | テレビアニメ『世界征服〜謀略のズヴィズダー〜』関連曲                       |
| 10月22日 | 龍ヶ嬢七々々の埋蔵金 BD・DVD第5巻特典CD                                                           | 吉野咲希（久野美咲） | 「ひとさし指でしーっ！だぞ」                                                        | テレビアニメ『龍ヶ嬢七々々の埋蔵金』関連曲                                 |
| 2015年   |                                                                                                   | |                                                                                     |                                                                            |
| 2月4日   | THE IDOLM@STER CINDERELLA MASTER 035 市原仁奈                                                     | 市原仁奈（久野美咲） | 「みんなのきもち」                                                                  | ゲーム『アイドルマスター シンデレラガールズ』関連曲                        |
| 2月4日   | 魔法少女オーバーエイジ -kawaii songs collection-                                                  | 三好なつみ（久野美咲） | 「ふつーの魔法少女でごめんなさい。」                                                | 『魔法少女オーバーエイジ』関連曲                                           |
| 2016年   |                                                                                                   | |                                                                                     |                                                                            |
| 4月20日  | 「無彩限のファントム・ワールド」キャラクターソングミニアルバム                                    | 熊枕久瑠美（久野美咲） | 「KUMARCH×KUMARCH」                                                                 | テレビアニメ『無彩限のファントム・ワールド』関連曲                         |
| 4月27日  | STAR☆T                                                                                            | Chuuuuu♡Lip | 「わたしたちのスタートライン！」                                                    | ゲーム『バトルガール ハイスクール』関連曲                                  |
| 6月15日  | THE IDOLM@STER CINDERELLA MASTER Passion Jewelries! 003                                           | 姫川友紀（杜野まこ）、市原仁奈（久野美咲）、片桐早苗（和氣あず未）、大槻唯（山下七海）、相葉夕美（木村珠莉）                             | 「きみにいっぱい☆」 「Near to You」                                                 | ゲーム『アイドルマスター シンデレラガールズ』関連曲                        |
| 6月15日  | THE IDOLM@STER CINDERELLA MASTER Passion Jewelries! 003                                           | 市原仁奈（久野美咲） | 「にんげんっていいな」                                                              | ゲーム『アイドルマスター シンデレラガールズ』関連曲                        |
| 6月22日  | THE IDOLM@STER CINDERELLA GIRLS STARLIGHT MASTER 03 ハイファイ☆デイズ                             | 佐々木千枝（今井麻夏）、櫻井桃華（照井春佳）、市原仁奈（久野美咲）、龍崎薫（春瀬なつみ）、赤城みりあ（黒沢ともよ）                       | 「ハイファイ☆デイズ（M@STER VERSION）」」                                           | ゲーム『アイドルマスター シンデレラガールズ スターライトステージ』関連曲   |
| 9月2日   | THE IDOLM@STER CINDERELLA GIRLS 4thLIVE TriCastle Story Starlight Castle 会場オリジナルCD         | 市原仁奈（久野美咲） | 「ハイファイ☆デイズ（M@STER VERSION）」」                                           | ゲーム『アイドルマスター シンデレラガールズ スターライトステージ』関連曲   |
| 12月14日 | 3月のライオン -ニャー将棋音頭                                                                     | 川本あかり（茅野愛衣）、川本ひなた（花澤香菜）、川本モモ（久野美咲）                                                                     | 「ニャー将棋音頭」                                                                  | テレビアニメ『3月のライオン』挿入歌                                        |
| 2017年   |                                                                                                   | |                                                                                     |                                                                            |
| 2月22日  | 夏音-フシギナイロ-/Cat-Cat Romance                                                                | Clover | 「夏音-フシギナイロ-」                                                              | ゲーム『バトルガール ハイスクール』関連曲                                  |
| 3月12日  | Z/X -Zillions of enemy X- NF DramaCD (11)「ソトゥニャシ放送局またたび」                           | ニーナ・シトリー（久野美咲）with ハナエル（星谷美緒） & バキエル（春村奈々）                                                             | 「Won't you come with me now ?」                                                    | ドラマCD『Z/X』挿入歌                                                      |
| 7月26日  | ホシノキズナ                                                                                      | 神樹ヶ峰女学園星守クラス | 「ホシノキズナ」                                                                    | テレビアニメ『バトルガール ハイスクール』オープニングテーマ                |
| 7月28日  | アイドルマスター シンデレラガールズ U149 第1巻特別版特典CD                                        | 市原仁奈（久野美咲）、龍崎薫（春瀬なつみ）                                                                                               | 「Orange Sapphire」                                                                 | 漫画『アイドルマスター シンデレラガールズ U149』関連曲                     |
| 8月29日  | ウキウキオトッペ - Single                                                                         | DJシーナ（久野美咲） | 「ウキウキオトッペ」                                                                | テレビアニメ『オトッペ』オープニングテーマ                                 |
| 2018年   |                                                                                                   | |                                                                                     |                                                                            |
| 1月10日  | THE IDOLM@STER CINDERELLA GIRLS LITTLE STARS! Snow*Love                                           | 市原仁奈（久野美咲）、及川雫（のぐちゆり）、大槻唯（山下七海）、高森藍子（金子有希）、依田芳乃（高田憂希）                               | 「Snow*Love」                                                                       | テレビアニメ『アイドルマスター シンデレラガールズ劇場』エンディングテーマ  |
| 1月24日  | バトルガール ハイスクール BD・DVD第3巻特典CD                                                      | 藤宮桜（久野美咲） | 「ホシノキズナ」 「わたしたちのスタートライン！」 「夏音-フシギナイロ-」 「青の風」 | テレビアニメ『バトルガール ハイスクール』関連曲                            |
| 3月7日   | THE IDOLM@STER CINDERELLA MASTER イリュージョニスタ！                                             | 佐々木千枝（今井麻夏）、櫻井桃華（照井春佳）、市原仁奈（久野美咲）、龍崎薫（春瀬なつみ）、赤城みりあ（黒沢ともよ）                       | 「Yes! Party Time!!（M@STER VERSION）」                                             | ゲーム『アイドルマスター シンデレラガールズ スターライトステージ』関連曲   |
| 5月30日  | Le temps de la rentrée〜恋の家路（新学期）〜                                                      | 甘粕ひそね（久野美咲）、貝崎名緒（黒沢ともよ）                                                                                           | 「Le temps de la rentrée〜恋の家路（新学期）〜」                                    | テレビアニメ『ひそねとまそたん』エンディングテーマ                         |
| 5月30日  | Le temps de la rentrée〜恋の家路（新学期）〜                                                      | 甘粕ひそね（久野美咲）、貝崎名緒（黒沢ともよ） / コーラス：甘粕ひそね（久野美咲）、貝崎名緒（黒沢ともよ）                                | 「Le temps de la rentrée〜恋の家路（新学期）〜」                                    | テレビアニメ『ひそねとまそたん』エンディングテーマ                         |
| 5月30日  | Le temps de la rentrée〜恋の家路（新学期）〜                                                      | 甘粕ひそね（久野美咲）、星野絵瑠（河瀬茉希） / コーラス：絹番莉々子（新井里美）、日登美真弓（名塚佳織）                                  | 「Le temps de la rentrée〜恋の家路（新学期）〜」                                    | テレビアニメ『ひそねとまそたん』エンディングテーマ                         |
| 5月30日  | Le temps de la rentrée〜恋の家路（新学期）〜                                                      | 甘粕ひそね（久野美咲）、星野絵瑠（河瀬茉希）、絹番莉々子（新井里美）、日登美真弓（名塚佳織） / コーラス：貝崎名緒（黒沢ともよ）          | 「Le temps de la rentrée〜恋の家路（新学期）〜」                                    | テレビアニメ『ひそねとまそたん』エンディングテーマ                         |
| 5月30日  | Le temps de la rentrée〜恋の家路（新学期）〜                                                      | 甘粕ひそね（久野美咲）、貝崎名緒（黒沢ともよ） / コーラス：星野絵瑠（河瀬茉希）、絹番莉々子（新井里美）、日登美真弓（名塚佳織）          | 「Le temps de la rentrée〜恋の家路（新学期）〜」                                    | テレビアニメ『ひそねとまそたん』エンディングテーマ                         |
| 5月30日  | Le temps de la rentrée〜恋の家路（新学期）〜                                                      | 甘粕ひそね（久野美咲） | 「Le temps de la rentrée〜恋の家路（新学期）〜」                                    | テレビアニメ『ひそねとまそたん』エンディングテーマ                         |
| 5月30日  | Le temps de la rentrée〜恋の家路（新学期）〜                                                      | Dパイ | 「Le temps de la rentrée〜恋の家路（新学期）〜」                                    | テレビアニメ『ひそねとまそたん』エンディングテーマ                         |
| 6月27日  | ラストピリオド -終わりなき螺旋の物語- BD第1巻特典CD                                               | 十輝石 featuring ダイヤ（久野美咲） | 「Shining!」                                                                        | テレビアニメ『ラストピリオド -終わりなき螺旋の物語-』挿入歌                |
| 10月24日 | あくまで恋煩い                                                                                    | ベルゼブブ（大西沙織）、ベルフェゴール（久野美咲）、サルガタナス（加隈亜衣）                                                             | 「あくまで恋煩い」                                                                  | テレビアニメ『ベルゼブブ嬢のお気に召すまま。』エンディングテーマ           |
| 10月24日 | あくまで恋煩い ベルフェゴール盤                                                                   | ベルフェゴール（久野美咲） | 「あくまで恋煩い」 「らぶるブーケ」                                                 | テレビアニメ『ベルゼブブ嬢のお気に召すまま。』関連曲                       |
| 10月30日 | アイドルマスター シンデレラガールズ U149 第4巻特別版特典CD                                        | 赤城みりあ（黒沢ともよ）、結城晴（小市眞琴）、市原仁奈（久野美咲）                                                                       | 「Yes! Party Time!!」                                                               | 漫画『アイドルマスター シンデレラガールズ U149』関連曲                     |
| 11月2日  | バラバラバンバ                                                                                    | シーナ（久野美咲）、ウィンディ（井口裕香）、メタルク（千葉進歩）                                                                         | 「バラバラバンバ」                                                                  | テレビアニメ『オトッペ』エンディングテーマ                                 |
| 2019年   |                                                                                                   | |                                                                                     |                                                                            |
| 1月30日  | ベルゼブブ嬢のお気に召すまま。 BD・DVD第2巻特典CD                                                 | ベルゼブブ（大西沙織）、ベルフェゴール（久野美咲）                                                                                       | 「片思いブラウニー大作戦」                                                          | テレビアニメ『ベルゼブブ嬢のお気に召すまま。』関連曲                       |
| 5月2日   | チャラ・ザ・ワールド                                                                              | DJシーナ（久野美咲）、ハナビート（志田有彩）                                                                                             | 「チャラ・ザ・ワールド」                                                            | テレビアニメ『オトッペ』エンディングテーマ                                 |
| 5月29日  | ベルゼブブ嬢のお気に召すまま。 BD・DVD第6巻特典CD                                                 | ベルゼブブ（大西沙織）、ベルフェゴール（久野美咲）、サルガタナス（加隈亜衣）                                                             | 「いつの魔にやらふぉーりんYOU」                                                     | テレビアニメ『ベルゼブブ嬢のお気に召すまま。』関連曲                       |
| 5月30日  | アイドルマスター シンデレラガールズ U149 第5巻特別版特典CD                                        | 赤城みりあ（黒沢ともよ）、市原仁奈（久野美咲）                                                                                           | 「ドレミファクトリー！」                                                            | 漫画『アイドルマスター シンデレラガールズ U149』関連曲                     |
| 5月30日  | アイドルマスター シンデレラガールズ U149 第5巻特別版特典CD                                        | 市原仁奈（久野美咲）、三船美優（原田彩楓）                                                                                               | 「きみにいっぱい☆」                                                                 | 漫画『アイドルマスター シンデレラガールズ U149』関連曲                     |
| 7月17日  | THE IDOLM@STER CINDERELLA GIRLS STARLIGHT MASTER 30 ガールズ・イン・ザ・フロンティア              | 市原仁奈（久野美咲） | 「おねえちゃんデスコ」                                                              | ゲーム『アイドルマスター シンデレラガールズ スターライトステージ』関連曲   |
| 10月1日  | ミーチャッタ・ダンス                                                                              | DJシーナ（久野美咲）、ウィンディ（井口裕香）、メタルク（千葉進歩）、ウォッタ（小原好美）                                                 | 「ミーチャッタ・ダンス」                                                            | テレビアニメ『オトッペ』エンディングテーマ                                 |
| 11月27日 | プリンセスコネクト！Re:Dive PRICONNE CHARACTER SONG 11                                            | イオ（伊藤静）、ミサキ（久野美咲）、スズナ（上坂すみれ）                                                                                 | 「背伸びFirst Kiss」                                                                | ゲーム『プリンセスコネクト！Re:Dive』挿入歌                                |
| 12月4日  | 戦姫絶唱シンフォギアXV BD・DVD第3巻特典CD                                                         | エルフナイン（久野美咲） | 「また逢う日まで」                                                                  | テレビアニメ『戦姫絶唱シンフォギアXV』挿入歌                               |
| 2020年   |                                                                                                   | |                                                                                     |                                                                            |
| 1月20日  | DJシーナが歌う、てあそびうたシリーズ                                                              | DJシーナ（久野美咲） | 「おおきなくりのきのしたで」                                                        | テレビアニメ『オトッペ』関連曲                                             |
| 1月20日  | DJシーナが歌う、てあそびうたシリーズ                                                              | DJシーナ（久野美咲） | 「おべんとうばこのうた」                                                            | テレビアニメ『オトッペ』関連曲                                             |
| 1月20日  | DJシーナが歌う、てあそびうたシリーズ                                                              | DJシーナ（久野美咲） | 「むすんでひらいて」                                                                | テレビアニメ『オトッペ』関連曲                                             |
| 2月21日  | 学園壮観Zoo/オオカミブルース                                                                      | 大狼ランカ（木野日菜）、間様人（石谷春貴）、牝野瞳（宮本侑芽）、子守ユカリ（久野美咲）、獣生ミユビ（小原好美）、猫米クルミ（徳井青空）   | 「学園壮観Zoo」                                                                     | テレビアニメ『群れなせ！シートン学園』オープニングテーマ                   |
| 2021年   |                                                                                                   | |                                                                                     |                                                                            |
| 9月22日  | THE IDOLM@STER CINDERELLA GIRLS STARLIGHT MASTER GOLD RUSH! 10 Hungry Bambi                       | 佐々木千枝（今井麻夏）、市原仁奈（久野美咲）、橘ありす（佐藤亜美菜）、龍崎薫（春瀬なつみ）、棟方愛海（藤本彩花）、遊佐こずえ（花谷麻妃） | 「Hungry Bambi（M@STER VERSION）」                                                  | ゲーム『アイドルマスター シンデレラガールズ スターライトステージ』関連曲   |
| 9月22日  | THE IDOLM@STER CINDERELLA GIRLS STARLIGHT MASTER GOLD RUSH! 10 Hungry Bambi                       | 市原仁奈（久野美咲） | 「Hungry Bambi（M@STER VERSION）」                                                  | ゲーム『アイドルマスター シンデレラガールズ スターライトステージ』関連曲   |
| 2022年   |                                                                                                   | |                                                                                     |                                                                            |
| 10月26日 | リコリス・リコイル BD / DVD第2巻特典CD                                                            | クルミ（久野美咲） | 「あずさ2号」                                                                       | テレビアニメ『リコリス・リコイル』関連曲                                   |
| 5月3日   | せんぷうきチューン                                                                                | DJシーナ（久野美咲）、ウィンディ（井口裕香）、メタルク（千葉進歩）                                                                       | 「せんぷうきチューン」                                                              | テレビアニメ『オトッペ』エンディングテーマ                                 |
| 10月5日  | ゲット・オン・ザ・風呂                                                                            | 木梨憲武、DJシーナ（久野美咲）、ウィンディ（井口裕香）、吉田ゐさお                                                                       | 「ゲット・オン・ザ・風呂」                                                          | テレビアニメ『オトッペ』エンディングテーマ                                 |
| 2023年   |                                                                                                   | |                                                                                     |                                                                            |
| 1月25日  | リコリス・リコイル BD / DVD第5巻特典CD                                                            | 錦木千束（安済知佳）、井ノ上たきな（若山詩音）、中原ミズキ（小清水亜美）、クルミ（久野美咲）、ミカ（さかき孝輔）                         | 「学園天国」                                                                        | テレビアニメ『リコリス・リコイル』関連曲                                   |
| 2月11日  | THE IDOLM@STER M@STERS OF IDOL WORLD!!!!! 2023 明日きみにJewel                                    | 市原仁奈（久野美咲） | 「きみにいっぱい☆」                                                                 | ゲーム『アイドルマスター シンデレラガールズ』関連曲                        |
| 4月19日  | THE IDOLM@STER CINDERELLA GIRLS U149 ANIMATION MASTER 01 Shine In The Sky☆                        | U149 | 「Shine In The Sky☆」                                                               | テレビアニメ『アイドルマスター シンデレラガールズ U149』オープニングテーマ |
| 4月19日  | THE IDOLM@STER CINDERELLA GIRLS U149 ANIMATION MASTER 01 Shine In The Sky☆                        | 市原仁奈（久野美咲） | 「Shine In The Sky☆」                                                               | テレビアニメ『アイドルマスター シンデレラガールズ U149』関連曲             |
| 5月10日  | THE IDOLM@STER CINDERELLA GIRLS U149 ANIMATION MASTER 02 よりみちリトルスター                     | U149 | 「よりみちリトルスター」                                                            | テレビアニメ『アイドルマスター シンデレラガールズ U149』エンディングテーマ |
| 5月10日  | THE IDOLM@STER CINDERELLA GIRLS U149 ANIMATION MASTER 02 よりみちリトルスター                     | 市原仁奈（久野美咲）、一ノ瀬志希（藍原ことみ）、宮本フレデリカ（髙野麻美）                                                               | 「きみにいっぱい☆」                                                                 | テレビアニメ『アイドルマスター シンデレラガールズ U149』エンディングテーマ |
| 5月17日  | THE IDOLM@STER CINDERELLA GIRLS STARLIGHT MASTER R/LOCK ON! 16 ギョーてん！しーわーるど！         | 浅利七海（井上ほの花）、前川みく（高森奈津美）、市原仁奈（久野美咲）、棟方愛海（藤本彩花）、龍崎薫（春瀬なつみ）                         | 「ギョーてん！しーわーるど！（M@STER VERSION）」                                    | ゲーム『アイドルマスター シンデレラガールズ スターライトステージ』関連曲   |
| 5月17日  | THE IDOLM@STER CINDERELLA GIRLS STARLIGHT MASTER R/LOCK ON! 16 ギョーてん！しーわーるど！         | 市原仁奈（久野美咲） | 「ギョーてん！しーわーるど！（M@STER VERSION）」                                    | ゲーム『アイドルマスター シンデレラガールズ スターライトステージ』関連曲   |
| 6月21日  | THE IDOLM@STER CINDERELLA GIRLS U149 ANIMATION MASTER 04 ゼロトゥワン!!                           | U149 | 「ゼロトゥワン!!」                                                                  | テレビアニメ『アイドルマスター シンデレラガールズ U149』挿入歌             |
| 6月28日  | THE IDOLM@STER CINDERELLA GIRLS U149 ANIMATION MASTER 05 グッデイ・グッナイ                       | U149 | 「グッデイ・グッナイ」                                                              | テレビアニメ『アイドルマスター シンデレラガールズ U149』エンディングテーマ |
| 6月28日  | THE IDOLM@STER CINDERELLA GIRLS U149 ANIMATION MASTER 05 グッデイ・グッナイ                       | U149 | 「ドレミファクトリー！」                                                            | テレビアニメ『アイドルマスター シンデレラガールズ U149』挿入歌             |
| 7月5日   | THE IDOLM@STER CINDERELLA GIRLS U149 ANIMATION MASTER 06 キラメキ☆                                | U149 | 「キラメキ☆」                                                                       | テレビアニメ『アイドルマスター シンデレラガールズ U149』挿入歌             |
| 7月5日   | THE IDOLM@STER CINDERELLA GIRLS U149 ANIMATION MASTER 06 キラメキ☆                                | 市原仁奈（久野美咲） | 「キラメキ☆」                                                                       | テレビアニメ『アイドルマスター シンデレラガールズ U149』関連曲             |
| 8月2日   | THE IDOLM@STER CINDERELLA GIRLS STARLIGHT MASTER PLATINUM NUMBER 05 ハートボイルドウォーズ        | 市原仁奈（久野美咲）、赤城みりあ（黒沢ともよ）                                                                                           | 「ハッピー・ジャムジャム」                                                          | ゲーム『アイドルマスター シンデレラガールズ スターライトステージ』関連曲   |
| 2024年   |                                                                                                   | |                                                                                     |                                                                            |
| 2月3日   | THE IDOLM@STER CINDERELLA GIRLS UNIT LIVE TOUR ConnecTrip! 石川公演&山形公演&岩手公演オリジナルCD | 市原仁奈（久野美咲） | 「ゼロトゥワン!!」                                                                  | テレビアニメ『アイドルマスター シンデレラガールズ U149』関連曲             |
| 4月6日   | THE IDOLM@STER CINDERELLA GIRLS UNIT LIVE TOUR ConnecTrip! 大阪公演&福岡公演&東京公演オリジナルCD | 市原仁奈（久野美咲） | 「グッデイ・グッナイ」                                                              | テレビアニメ『アイドルマスター シンデレラガールズ U149』関連曲             |
| 10月16日 | TVアニメ『響け！ユーフォニアム3』キャラクターソングシングル Vol.2                                 | 鈴木美玲（七瀬彩夏）、鈴木さつき（久野美咲）                                                                                             | 「以心伝心しちゃうのです」                                                          | テレビアニメ『響け!ユーフォニアム3』関連曲                                 |

## ライブ
- RO-KYU-BU!「2013年9月29日」にさいたまスーパーアリーナで開催、『RO-KYU-BU! LIVE 2013 -FINAL LIVE-』（2014年4月23日）
- さいたまスーパーアリーナにて開催されたTHE IDOLM@STER CINDERELLA GIRLS 4thLIVE TriCastle Story Brand new Castle（2016年10月15日）においてサプライズゲストとしてシンデレラガールズのライブに初登場。